# Chaetodon triangulum
Chaetodon triangulum е вид бодлоперка от семейство Chaetodontidae. Видът не е застрашен от изчезване.

## Разпространение и местообитание
Разпространен е в Бангладеш, Джибути, Египет, Еритрея, Йемен, Израел, Индия (Андамански и Никобарски острови), Индонезия, Йордания, Ирак, Иран, Катар, Кения, Кувейт, Малайзия, Малдиви, Мианмар, Мозамбик, Обединени арабски емирства, Оман, Пакистан, Саудитска Арабия, Сингапур, Сомалия, Судан, Тайланд, Танзания, Шри Ланка и Южна Африка.
Обитава крайбрежията на океани, морета и рифове в райони с тропически климат. Среща се на дълбочина от 2 до 24 m, при температура на водата от 28,4 до 28,9 °C и соленост 32,2 – 34,2 ‰.

## Описание
На дължина достигат до 16 cm.
Популацията на вида е стабилна.